# Benjamín de Persia
Benjamín de Persia fue un diácono y mártir cristiano (f. 424 en Persia). San Benjamín fue ejecutado en el periodo de persecución de los cristianos durante el reinado de los dos reyes persas Isdegerd I, (f. 421) y de su hijo y sucesor, Varanes V. El rey Varanes llevó la persecución con gran furia, infligiendo a los cristianos las más duras torturas, que duró 40 años.

## Hagiografía
Benjamín era un joven de un gran celo apostólico en bien de los demás, hablaba con fluida elocuencia y logró muchas conversiones entre los sacerdotes de Zaratustra. Fue encarcelado durante un año por su fe cristiana y lo utilizó para rezar y hablar de su religión en la prisión

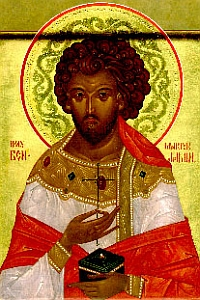
Ícono de San Benjamín de Argol.

El emperador romano Teodosio II envió un embajador para pedir su indulto, cosa que consiguió. Sin embargo, San Benjamín declaró que su deber era evangelizar y eso es lo que hizo nada más ser puesto en libertad. Como consecuencia, San Benjamín fue encarcelado nuevamente en 424 y torturado hasta su muerte, arrancándole las uñas de las manos y los pies, siendo posteriormente decapitado.
La festividad de San Benjamín es el 31 de marzo en el rito católico. Es mencionado en el Martirologio romano, pero no está incluido en el calendario romano general.